# Briganti (serie televisiva)
Briganti è una serie televisiva italiana del 2024.
La serie si ispira ad alcuni personaggi realmente esistiti durante il brigantaggio postunitario italiano.

## Trama
Basilicata, 1862. Filomena De Marco uccide il marito che la maltrattava e fugge assieme ad una banda di briganti calabresi alla ricerca di un tesoro.

## Episodi
| n° | Titolo                           | Pubblicazione  |
| -- | -------------------------------- | -------------- |
| 1  | La mappa                         | 23 aprile 2024 |
| 2  | Il fucile                        | 23 aprile 2024 |
| 3  | Il bue                           | 23 aprile 2024 |
| 4  | Dalla terra si nasce             | 23 aprile 2024 |
| 5  | La sposa, l'assassina e la pazza | 23 aprile 2024 |
| 6  | Il pozzo                         | 23 aprile 2024 |

## Personaggi ed interpreti

### Principali
- Filomena De Marco, interpretata da Michela De Rossi; è la protagonista della serie che all'inizio è la moglie del padrone del villaggio duosiciliano, ma dopo averlo ucciso scappa e nasconde il tesoro insieme con altri briganti.
- Maria "Ciccilla" Oliverio, interpretata da Ivana Lotito; è la moglie del capobanda dei Monaco, soprannominata la matta.
- Michelina Di Cesare, interpretata da Matilda Lutz; la co-protagonista, è il personaggio che incarna il mito della profezia duosiciliana secondo cui sarebbe stata una donna a salvare il Sud.
- Giuseppe Schiavone detto lo "Sparviero", interpretato da Marlon Joubert; è il cacciatore di taglie ed ex garibaldino.
- Pietro Monaco, interpretato da Orlando Cinque; è il capobanda dei Monaco e verrà ucciso da un traditore.
- Fumel, interpretato da Pietro Micci; è l'antagonista della serie, un generale dell'esercito piemontese.

### Ricorrenti
- Jurillo, interpretato da Federico Ielapi; è il piccolo della banda Monaco.
- Celestino, interpretato da Leon de la Vallée; amico di Jurillo, viene ucciso dal generale Fumel.
- Marchetta, interpretato da Gianmarco Vettori; il traditore che uccide il capobanda Monaco.
- Ventre, interpretato da Nando Paone; è la spalla di Sparviero e della banda Monaco.
- Manzo, interpretato da Josafat Vagni.
- Lissandra, interpretata da Alida Baldari Calabria; è la figlia del generale Fumel.
- Antonio Monaco, interpretato da Adriano Chiaramida; è il padre del capobanda Monaco.
- Don Orlando, interpretato da Alessio Praticò; è il prete del villaggio duosiciliano.
- Francesco Guerra, interpretato da Giulio Beranek; è il capo della banda Guerra.
- Alessandro Pace, interpretato da Simone Borrelli; è il capo della banda Pace.
- Cosimo Giordano, interpretato da Ernesto D'Argenio.
- Salvatore, interpretato da Giuseppe Lo Piccolo.
- Muto, interpretato da Lorenzo de Moor.
- Maria, interpretata da Astrid Casali.
- Luigi, interpretato da Giampiero De Concilio.
- Gennaro Giordano, interpretato da Salvatore Striano.
- Nino, interpretato da Simone Corbisiero.
- Clemente, interpretato da Gianni Vastarella.
- Soldato Villa, interpretato da Gabriele Carbotti.
- Carmine Crocco, interpretato da Salvatore Esposito; è il personaggio che viene più volte citato, il co-protagonista Sparviero ha un debito con lui.

## Produzione
Le riprese si sono svolte in Puglia, in particolare a Lecce, Melpignano, Altamura e Nardò.

## Distribuzione
La serie viene distribuita su Netflix il 23 aprile 2024.

## Tabella
| Lingua   | Titolo                        |
| -------- | ----------------------------- |
| Inglese  | Brigands: The Quest for Gold  |
| Tedesco  | Briganti: Das Gold des Südens |
| Svedese  | Briganti: Jakten på guld      |
| Spagnolo | Bandoleros                    |
| Francese | Briganti                      |
| Croato   | Briganti                      |

## Accoglienza

### Critica
Ambientata nel periodo della formazione del Regno d'Italia, la serie convince per quanto riguarda atmosfera e costumi, meno per quanto riguarda la messa in scena dell'intreccio. Benché le biografie dei personaggi siano state romanzate, viene perfettamente descritto il conflitto interno ai briganti sfruttato dal comandante piemontese Fumel, ritratto come l'archetipo dell'invasore del meridione d'Italia.
Secondo The Hollywood Reporter la serie ha lo stile dei spaghetti-western, ignorando la parte storica della questione meridionale.
Per Il Giornale la serie fa riferimento allo stile cinematografico di Sergio Leone ed alla fantasia romantica in stile Netflix tralasciando le parti storiche.
Secondo la recensione del settimanale IO Donna la serie è in contrasto con dei fatti storici sull'Unità d'Italia e le scene ricalcano più lo stile western rispetto all'avventura picaresca.
Per Fanpage la serie è accolta con favore dal movimento neoborbonico per il revisionismo storico italiano, più per le tesi di fondo contenute che non per l'effettivo valore storico del prodotto.